# 荘銀カード
荘銀カード株式会社（しょうぎんカード、THE SHOGIN CARD, Ltd.）は、荘内銀行の系列会社であり、荘内銀行が取扱うローンの一部の信用保証業務とクレジットカード発行業務を行っていた企業。UCカードのブラザーズカンパニーであると同時に、ジェーシービーのフランチャイジーであった。
2012年（平成24年）4月に北都カードサービスを吸収合併し、フィデアカードに改称。同時に、本社を北都カードサービス本社が所在する秋田市の北都銀行分館に移転した。

## 事業所
本社
- 山形県鶴岡市本町1丁目9-18

山形営業所
- 山形県山形市本町1丁目5-8

保証審査部
- 山形県鶴岡市本町1丁目3-43

## 沿革

### 合併前
荘銀ユーシーカード株式会社
- 1991年（平成3年）2月 - 荘銀ユーシーカード株式会社設立。
- 1998年（平成10年）4月 - 荘内保証サービス株式会社を吸収合併。
- 2001年（平成13年）10月 - 荘銀ジェーシービーカード株式会社を吸収合併。

荘内保証サービス株式会社
- 1975年（昭和50年）12月 - 荘内保証サービス株式会社設立。
- 1998年（平成10年）4月 - 荘銀ユーシーカード株式会社に吸収合併され、解散。

荘銀ジェーシービーカード株式会社
- 1992年（平成4年）3月 - 荘銀ジェーシービーカード株式会社設立。
- 2001年（平成13年）10月 - 荘銀ユーシーカード株式会社に合併され解散。

### 合併後
- 2001年（平成13年）10月 - 荘銀ユーシーカード株式会社が、荘銀ジェーシービーカード株式会社を吸収合併し、荘銀カード株式会社と改称。
- 2007年（平成19年）12月 - 庄内信販株式会社を吸収合併。同社の旧本社は、保証審査部となった。
- 2012年（平成24年）4月 - 北都カードサービス株式会社を吸収合併し、フィデアカード株式会社に改称。これに伴い、本社を北都カードサービスが所在した秋田市の北都銀行分館に移転し、旧本社をフィデアカード山形営業部に改組[1]。

## クレジットカード

### JCB
- 荘銀JCBカード - 荘内銀行の口座のキャッシュカード一体型クレジットカード。2010年（平成22年）10月1日、新規受け付け終了。
- その他JCBカード発行のクレジットカード

### UC
- 荘銀UCカード、荘銀UCゴールドカード - 荘内銀行の口座のキャッシュカード一体型クレジットカード（2008年（平成20年）4月1日以降発行分は、生体認証を含むICキャッシュカードに対応）。2010年10月1日、新規受け付け終了。
- その他UCカードブランド（カードの種類によっては、クレディセゾン発行に準じたものと、一部異なるものとがあった）のクレジットカード